# Мурит
Мурит, муреїт — мінерал, водний основний сульфат магнію, цинку і манґану.

## Загальний опис
Хімічна формула: (Mg, Zn, Mn)15[SO4]2(OH)26•8H2O.
Склад у % (штат Нью-Джерсі, США): MgO — 25,41; ZnO — 24,57; MnO — 11,46; SO3 — 11,11; H2O — 27,20.
Домішки: SiO2 (0,06).
Сингонія моноклінна.
Призматичний вид.
Таблитчастий до пластинчастого, часто зустрічається в субпаралельних агрегатах, згрупованих по (010).
Спайність досконала.
Густина 2,47.
Твердість 3-3,5.
Безбарвний.
Блиск скляний.
Прозорий.
У шліфах безбарвний.
Продукт зміни пірохроїту.
Знайдений у родов. Стерлінґ-Гілл (штат Нью-Джерсі, США) разом з родохрозитом, цинкітом та ін.
За прізв. амер. хіміка Ґ.Е.Мура (G.E.Moore), L.H. Bauer, H. Berman, 1928.
Синоніми: муреїт.

## Різновиди
Розрізняють:
- δ-мурит (те ж саме, що й торейїт).